# 韶山市职业中等专业学校
27°55′38″N 112°32′55″E / 27.927308°N 112.548652°E
韶山市职业中等专业学校，简称韶山市职业中专，1943年建立，是湖南省重点职业中专，校址在湖南省湘潭市韶山市如意镇山霞岭。

## 沿革
1943年，韶山市职业中专建立。
2009年，韶山市职业中专成为湖南省示范性中专。
2011年，韶山市职业中专获得“雨露计划·腾飞工程”的政府专项拨款。

## 院系
韶山市职业中专有20多个专业：
- 计算机软件工程
- 电子技术应用
- 计算机应用
- 模具设计与制造
- 数控技术应用
- 电子商务
- 旅游与酒店管理
- 电算会计
- 服装设计与制作
- 海事服务

## 图库
|  |  |
|  |  |